# Santo Cattaneo
 (juillet 2025).
Santo Cattaneo  ou Sante Cattaneo ou encore Santino, (Salò, 1739 - Brescia, 1819), est un peintre italien actif à Brescia pendant la période néoclassique.

## Biographie
Ses parents voyageant beaucoup, Sante Cattaneo a été élevé de 3 à 13 ans par sa tante.
Il a ensuite rejoint sa mère qui travaillait dans les métiers à tisser la laine à Brescia.
Santo Cattaneo a d'abord pratiqué la gravure sur bois et a ensuite entrepris des études de peinture auprès d'Antonio Dusi et ensuite avec Francesco Monti (Il Brescianino) (1646-1712).
En 1773 il s'installa à Brescia où, en 1810, il devint professeur de dessin dans le lycée de la ville.
Il a peint de nombreuses Pietà à Brescia où il mourut en 1819.
Domenico Vantini et Carlo Frigerio furent ses élèves.

## Sources
- (en) Cet article est partiellement ou en totalité issu de l’article de Wikipédia en anglais intitulé « Santo Cattaneo » (voir la liste des auteurs).